# Grand Prix automobile de Grosvenor 1939
Le Grand Prix de Grosvenor 1939 (III Grosvenor Grand Prix 1939) est un Grand Prix qui s'est tenu sur le circuit du Cap le 14 janvier 1939.

## Grille de départ
| 1re ligne |            | Pos. 4                |               | Pos. 3           |          | Pos. 2           |             | Pos. 1             |
|           |            | Mazzacurati Maserati  |               | Cortese Maserati |          | Taruffi Maserati |             | Villoresi Maserati |
| 2e ligne  | Pos. 8     |                       | Pos. 7        |                  | Pos. 6   |                  | Pos. 5      |                    |
|           | Aitken ERA |                       | Whitehead ERA |                  | Howe ERA |                  | Hesketh ERA |                    |
| 3e ligne  |            | Pos. 12               |               | Pos. 11          |          | Pos. 10          |             | Pos. 9             |
|           |            | Paul Pietsch Maserati |               | Hug Maserati     |          | Gérard Maserati  |             | Chiappini Maserati |

## Classement de la course
| Pos. | no | Pilote            | Écurie               | Châssis      | Tours | Temps/Abandon                  | Grille |
| ---- | -- | ----------------- | -------------------- | ------------ | ----- | ------------------------------ | ------ |
| 1    | 7  | Franco Cortese    | Officine A. Maserati | Maserati 6CM | 45    | 2 h 38 min 41 s 7 (126,6 km/h) | 3      |
| 2    | 11 | Peter Aitken      | Privé                | ERA R11B     | 45    | + 5 min 52 s                   | 8      |
| 3    | 9  | Francis Chiappini | Privé                | Maserati 6CM | 45    | + 6 min 11 s                   | 9      |
| 4    | 14 | Roy Hesketh       | Privé                | ERA R3A      | 45    | + 6 min 45 s                   | 5      |
| Abd. | 12 | Louis Gérard      | Privé                | Maserati 6CM | 29    |                                | 10     |
| Abd. | 6  | Luigi Villoresi   | Officine A. Maserati | Maserati 6CM | 26    | Incendie                       | 1      |
| Abd. | 4  | Paul Pietsch      | Privé                | Maserati 6CM | 20    | Mécanique                      | 12     |
| Abd. | 5  | Armand Hug        | Privé                | Maserati 6CM | 15    |                                | 11     |
| Abd. | 1  | Earl Howe         | Privé                | ERA R8B      | 9     | Boîte de vitesses              | 6      |
| Abd. | 8  | Piero Taruffi     | Officine A. Maserati | Maserati 6CM | 7     | Boîte de vitesses              | 2      |
| Abd. | 15 | Mario Mazzacurati | Privé                | Maserati 6CM | 4     | Valve                          | 4      |
| Abd. | 10 | Peter Whitehead   | ERA                  | ERA R10B     | 1     | Piston                         | 7      |

- Légende: Abd.=Abandon - Np.=Non partant.